# William T. Riker
William Thomas "Will" Riker és un personatge fictici de l'univers fictici Star Trek que apareix principalment com a personatge principal a Star Trek: La nova generació, interpretat per Jonathan Frakes. Al llarg de la sèrie i les pel·lícules que l'acompanyen, és el primer oficial de lEnterprise, i breument el capità, fins que accepta el comandament de l'USS Titan al final de Star Trek: Nemesis. És el marit de Deanna Troi.

## Càsting
Frakes va anar a set audicions durant sis setmanes abans de ser escollit com a Riker. Frakes va declarar: 
| « | Vaig començar amb la crida del bestiar, després el director de càsting, el productor, després altres directors, fins a Gene Roddenberry, i després a través dels executius de Paramount, incloent-hi el mateix vicepresident i els caps de televisió. | » |

Frakes no va ser la primera opció per al paper de Riker, Patrick Stewart va ser l'opció número u quan va començar el càsting. Michael O'Gorman, Ben Murphy, i Gregg Marx també foren considerats per al paper.

## Representació

### Star Trek: La nova generació
Normalment es coneix a Riker com a "Will". També se l'anomena normalment (i informalment) "Número U" pel Capità Picard, a causa del seu càrrec com a primer oficial a lEnterprise.
Originalment, Riker va ser escrit com un oficial molt més seriós i seguint les normes, però cap als episodis intermedis de la primera temporada, es va considerar que era massa "oficial", i el seu personatge es va suavitzar i es va convertir més en un faldiller. Durant les dues primeres temporades, Riker és retratat com un jove oficial audaç, segur de si mateix i, de vegades, arrogant i ambiciós; tanmateix, amb el temps es torna més reservat, ja que l'experiència li ensenya la saviesa d'un enfocament pacient i curós. Se sent còmode a l'"Enterprise", rebutjant repetidament ofertes del seu propi comandament, i aprèn a apreciar la companyia dels seus companys oficials. No obstant això, manté la voluntat d'ignorar ocasionalment la cadena de comandament.
Tot i que Riker anava ben afaitat durant la primera temporada, es va deixar créixer la barba al començament de la segona temporada, que més tard es va convertir en una mena de marca registrada. Entre sessions, Frakes es va deixar créixer la barba pel seu paper a la minisèrie de la Guerra Civil North and South, i Gene Roddenberry li va demanar que la conservés perquè pensava que feia que Riker tingués un aspecte més nàutic. Com que la barba de Frakes va coincidir amb el que els fans i els crítics van percebre com una millora de la qualitat de l'escriptura de la sèrie, "deixant-se créixer la barba" s'ha convertit en un col·loquialisme a Internet per a una sèrie de televisió que abans era mediocre i que ha aconseguit un nivell de millora espectacular. Riker es va afaitar el bigoti i la barba durant els esdeveniments de Star Trek: Insurrection, per a diversió de Data.
Els antecedents de Riker s'exploren per primera vegada a l'episodi de la segona temporada "El factor Ícar". En aquest episodi, el pare de Riker, Kyle, de qui està allunyat, visita l'"Enterprise" per oferir al seu fill el comandament de l'USS "Aries", cosa que Riker rebutja. Aprenem que Riker va créixer a Alaska; 2ue la seva mare, Elizabeth (Betty), va morir quan ell tenia dos anys; i que va ser criat pel seu pare fins als 15 anys, quan va marxar de casa. En aquest episodi, Riker no havia parlat amb el seu pare durant 15 anys, però aconsegueixen reparar parcialment la seva relació mitjançant un joc d'arts marcials anomenat Anbo-jitsu. A l'episodi "Cobertes inferiors", un cambrer del Ten Forward afirma erròniament que Riker és canadenc, i al mateix episodi Riker aclareix que va créixer a Alaska. Segons l'episodi de la sèrie Voyager "Desig de mort" (en què Riker va fer una aparició com a convidat), els avantpassats llunyans de Riker també van viure als Estats Units: Durant la Guerra Civil Americana, el seu avantpassat, el coronel Thaddeus Riker, va lluitar al bàndol de la Unió com a oficial del 102è Regiment d'Infanteria de Nova York durant la Campanya d'Atlanta.
A l'episodi en dues parts "El  bo i millor d'ambdós mons", Riker pren el comandament de l'«Enterprise», ascendit al rang de capità mitjançant un ascens de camp, i orquestra el rescat de Picard. Aquest episodi també explora la idea que Riker no està disposat a arriscar-se, ja que s'havia sentit còmode en el seu paper de primer oficial a bord de l'"Enterprise". Al final de l'episodi, quan ordena a l'"Enterprise" que dispari contra l'excapità Picard, ara Locutus de Borg, Riker s'ha convertit en un líder més segur de si mateix. L'episodi de la sisena temporada "Una altra oportunitat" revela que Will Riker va ser duplicat fa molt de temps per un mal funcionament del transportador. El "segon" Riker pren el nom de "Thomas", que es revela que és el segon nom de William Riker. A l'episodi de la setena temporada "La Pegasus", Riker ha d'enfrontar-se al seu antic comandant, l'almirall Erik Pressman, per un encobriment relacionat amb la destrucció de l'USS Pegasus. La «Pegasus» havia desenvolupat il·legalment un tipus de dispositiu de camuflatge radicalment diferent que també li permetia travessar la matèria, cosa que va provocar la seva fusió amb un asteroide quan un consum d'energia inestable va obligar el dispositiu de camuflatge a desconnectar-se. Al final de la sèrie «Enterprise», Riker apareix com un cuiner mai vist abans que parla de qüestions de vida, deure i sacrifici amb la tripulació. Es revela que la seva presència forma part d'una simulació d'esdeveniments històrics a la holocoberta que Riker va iniciar per ajudar-se a prendre la decisió d'informar el capità Picard de la investigació il·legal que havia dut a terme l'almirall Pressman a bord de la «Pegasus».
Abans del començament de la sèrie, Riker estava involucrat en una relació romàntica amb la consellera Troi al seu planeta natal Betazed. Sovint es refereixen l'un a l'altre com a «imzadi», un terme afectuós betazoide que significa «ànima bessona». La novel·la «Imzadi» té lloc abans del començament de la sèrie i explora la història de la relació entre els dos personatges. Els dos personatges són amics íntims al llarg de la sèrie, però la seva relació no es reprèn fins a Star Trek: Insurrection, la tercera pel·lícula de Star Trek ambientada a l'era de la Nova Generació, tot i que Thomas Riker, el duplicat creat per un mal funcionament del transportador, intenta reactivar la seva relació a "Una altra oportunitat". La següent pel·lícula, Star Trek: Nemesis, comença amb el seu banquet de noces a bord de l' Enterprise-E. Al començament de la pel·lícula, Riker finalment accepta un ascens a capità i una oferta per comandar l'USS Titan; durant les escenes finals de la pel·lícula, s'acomiada de Picard i de l' Enterprise.

### Star Trek: Voyager
Riker va ser estrella convidada juntament amb Q a l'episodi de Star Trek: Voyager "Desig de mort".

### Star Trek: Enterprise
Frakes va repetir el seu paper de comandant Riker al final de la sèrie Enterprise del 2005, "These Are the Voyages...".

### Star Trek: Picard
Riker torna a la pantalla a l'episodi "Nepenthe" de Star Trek: Picard. En aquest episodi, que té lloc el 2399, Riker està casat amb Deanna Troi; tenen dos fills, Thad (ara mort) i Kestra. Picard i la seva companya ginoide Soji visiten la casa dels Riker, un allotjament d'estil Parcs Nacionals al planeta Nepenthe, i són rebuts amb els braços oberts. Will i Deanna estan retirats de la Flota Estel·lar tot i que Will descriu el seu estatus com a "reserva activa".
Riker fa una altra aparició a Picard al final de la primera temporada "Et in Arcadia Ego, Part II". En aquest episodi, Riker ha estat reincorporat al servei actiu. Està temporalment al comandament de l'USS Zheng He, la nau principal d'un esquadró de la Flota Estel·lar enviat al planeta Coppelius per protegir els seus habitants d'un imminent atac romulà.
Riker, juntament amb altres antics membres de la tripulació de l'USS Enterprise-D, tornen per a un arc argumental extens a la tercera i última temporada de Picard, on lluiten contra una conspiració de canviants rebels contra la Federació. Riker apareix des de l'estrena de la temporada (a partir del quart episodi) i és el capità en funcions de l'USS Titan (NCC-80102-A) successora de la nau de la qual va rebre el comandament al final de Star Trek: Nemesis, continuant al tercer i quart episodi de Star Trek: Lower Decks. Mentre duu a terme un atracament al centre de recerca avançada de l'Institut Daystrom en nom de Picard, Riker és capturat pels canviants rebels i es retroba amb Deanna al sisè episodi. Riker havia caigut en una crisi existencial després de la mort de Thad, i la seva relació s'havia convertit en una de codependència tòxica i anhel d'aventura, cosa que va fer necessària la seva separació temporal i l'ajuda d'en Picard. El seu antic company de tripulació Worf rescata la parella i els porta a bord del Titan al vuitè episodi, reunint la tripulació de lEnterprise.

### Star Trek: Lower Decks
Riker apareix a "No Small Parts", el final del 2020 de la primera temporada de Star Trek: Lower Decks, com a capità de l'USS Titan (NCC-80102) al costat de la seva dona Deanna Troi continuant un càrrec anunciat en un diàleg al final de Star Trek: Nemesis (2002). Riker va aparèixer al primer i segon episodis de la segona temporada.

## Versions alternatives
Frakes va aparèixer en dos papers a "Una altra oportunitat", un episodi de TNG on es va establir que un duplicat seu havia estat creat anys abans per un mal funcionament del transportador. Frakes va aparèixer com el duplicat, Thomas Riker, a l'episodi de Star Trek: Deep Space Nine "Defiant", on Thomas personifica William per requisar l'USS Defiant en nom dels Maquis.

## Cultura popular
El 1993, l'empresa de programari per a ordinador central Boole & Babbage va anunciar que havia signat un acord de llicència de dos anys, pagant a Paramount Pictures 75.000 dòlars anuals per utilitzar imatges de Star Trek en la publicitat dels seus productes. La campanya de Boole & Babbage va utilitzar l'actor Jonathan Frakes, interpretant el seu personatge del comandant William Riker, en els seus anuncis amb temàtica de Star Trek.

## Recepció
El 2009, IGN va classificar William Riker com el 22è millor personatge de tots els Star Trek fins aleshores.
A 2016, la revista Wired va classificar el primer oficial Riker com el sisè personatge més important de la Flota Estel·lar dins de l'univers de ciència-ficció de Star Trek.
El 2017, IndieWire va classificar Riker com el segon millor personatge de Star Trek: La nova generació.
El març de 2018, TheWrap va situar William Riker com el 5è de 39 en un rànquing dels personatges principals de la franquícia Star Trek. A l'octubre de 2018, CBR va classificar Riker com el 12è millor personatge de la Flota Estel·lar de Star Trek.
El 2019, CinemaBlend va classificar Riker com el cinquè millor personatge de la Flota Estel·lar de tots els temps. Assenyalen que és bo en la seva feina com a "Número u", primer oficial del capità Picard a la nau estel·lar USS Enterprise 1701-D.